# イオンタウン伊勢ララパーク
イオンタウン伊勢ララパーク (イオンタウンいせララパーク) は、三重県伊勢市小木町にある、イオンタウンが管理・運営しているショッピングセンターである。
通称は「ララパーク」「ララ」である。なお、名称の類似する「ららぽーと」や「ララガーデン」および同じ三重県内（四日市市）にもあった「ララスクエア」などは、三井不動産商業マネジメントが運営する商業施設であり全く関係がない。

## 概要
1981年 (昭和56年) 、ジャスコララパーク店を核店舗とする「伊勢ショッピングセンター・ララパーク」が開店。開店当時は三重県南勢地区最大のショッピングセンターであった。
1990年 (平成2年) には、利用者の志向や要望が大きく変化していることを理由に、大幅な改装工事も行っている。
1994年 (平成6年) には104億円の売り上げがありピークをむかえるが、商圏内に大型店の進出が相次いだこともあり、2001年 (平成13年) は55億円まで落ち込んだ。
そのため、当時ララパークを管理・運営していた伊勢商業開発はイオンに、より大きな店舗に建て替える再生計画への支援を要請、ジャスコとの契約は2001年 (平成13年) 10月に満了していたが、テナントの退店準備が整うまで営業を延長した。2002年 (平成14年) 4月、伊勢商業開発は「伊勢ショッピングセンター・ララパーク」を同年5月31日限りで閉店し、ジャスコは出店しないが、マックスバリュ中部が出店する新たな商業施設に建て替えることを公表した。
2003年 (平成15年) 9月に、マックスバリュのほかニトリなど約80店舗の専門店をもつ新店舗に建て替えられ、「イオンララパークショッピングセンター」として開店した。建物は鉄骨2階建て。

### 沿革
- 1981年 (昭和56年) 10月8日 - 「伊勢ショッピングセンター・ララパーク」として開店[3]。
  - 開店当時の店舗概要： 鉄筋2階建て、敷地面積：44,869m2、延床面積：21,166m2、店舗面積：8,800m2 (うち、ジャスコ：4,450m2) 、駐車場：1,200台
- 1990年 (平成2年) 9月29日 - 全面改装開店[4]。
  - 『ジャスコ三十年史』369ページでは、1990年 (平成2年) 5月にジャスコの売場面積を4,450m2から6,400m2に増床と記載。
- 2002年 (平成14年)
  - 4月23日 - 伊勢商業開発が同年5月31日限りで閉店することを公表[5]。
  - 6月1日 - 「伊勢ショッピングセンター・ララパーク」が閉店[6]。
    - 平成14年12月6日 三重県公報 第1427号2ページの三重県告示第744号では、店舗閉店時の店舗面積を13,241m2と記述。
- 2003年 (平成15年)
  - 2月6日 - 新店舗の起工式を挙行[10]。
  - 9月13日 - 「イオンララパークショッピングセンター」が開店[9]。
- 2012年 (平成24年) 4月1日 - 伊勢商業開発社の後身の株式会社イオンタウンディベロップメント中部がイオンタウン株式会社に吸収合併された[11]。また、併せてSC名も「イオンタウン伊勢ララパーク」に変更された。
- 2022年（令和4年）9月23日 - テナント更新、改装等を経てリニューアルオープン[1]。

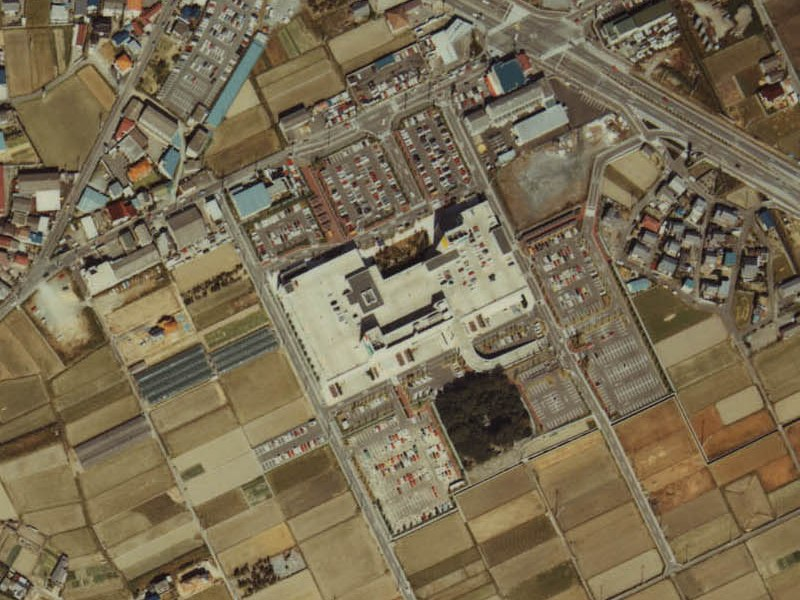
1983年
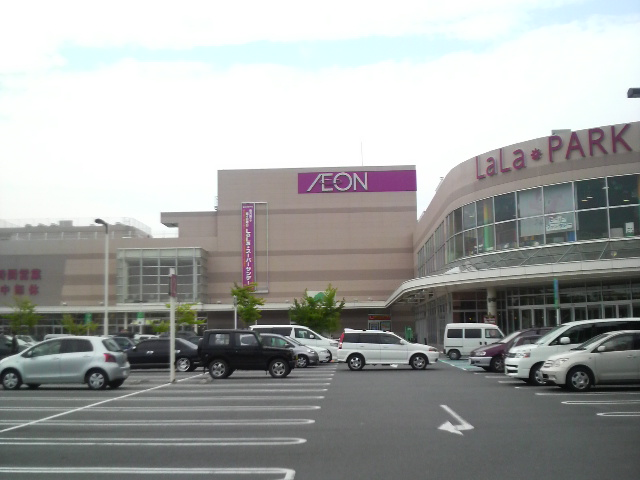
2008年

## 主要テナント
核店舗はマックスバリュララパーク店（2,906 m2、マックスバリュ東海が運営）で、63店舗の専門店・飲食店がある。主要なテナントを以下に示す。
- 宮脇書店
- ジョーシン
- ダイソー
- ウエルシア薬局
- 無印良品

## 周辺
- ヤマダデンキテックランド伊勢店
- コメリホームセンター伊勢店
- シンフォニアテクノロジー伊勢製作所
- 伊勢みそのショッピングセンター
- ケーズデンキ伊勢御薗店
- ニトリ伊勢店

## 交通アクセス
自動車
- 伊勢自動車道・伊勢インターチェンジから車で約7分。
- 国道23号「小木町1」交差点近く。

路線バス
- 三重交通バス： 「伊勢市駅前」 (8番のりば) または「伊勢市駅北口」停留所から、「 (04系統) 一色町行き」または「 (03系統) ララパーク経由大湊行き」に乗車、「ララパーク」停留所下車。2023年にバス停からララパークまでの動線上に屋外広場が整備された。